# The Exploration Company
The Exploration Company ist ein von Hélène Huby im Jahr 2021 gegründetes deutsch-französisches Raumfahrt-Start-up mit Hauptsitz in Planegg bei München.
Ziel der Exploration Company ist es, ein wiederverwendbares, wiederauftankbares Raumschiff zu entwickeln, das günstiger und nachhaltiger als bisherige Raumschiffe ist. Hierzu entwickelt das Unternehmen aktuell das Raumschiff Nyx.

## Geschichte
The Exploration Company wurde 2021 von der ehemaligen Airbus-Managerin Hélène Huby in Gilching im Landkreis Starnberg und in Mérignac bei Bordeaux gegründet. Bereits im folgenden Jahr zog das Start-up von Gilching in die angrenzende Gemeinde Weßling, die aufgrund der Nähe zur Technischen Universität München, dem Deutschen Zentrums für Luft- und Raumfahrt in Oberpfaffenhofen und zahlreichen Luft- und Raumfahrt- sowie Softwareunternehmen als Standort ausgewählt wurde.
Anfang 2023 sammelte die Firma 40 Millionen Euro von Kapitalinvestoren ein. Nach Angaben der Europäischen Weltraumorganisation (ESA) handelte es sich hierbei um die bis dahin größte Serie-A-Finanzierungsrunde eines europäischen Weltraumunternehmens. Seit 2023 befindet sich der Hauptsitz in Planegg im Landkreis München, wo das Unternehmen im Gewerbegebiet Steinkirchen eine Produktionshalle bezogen hat.
Im Mai 2024 gewann die Firma eine Ausschreibung der ESA im Umfang von 25 Millionen Euro Fördergeld, zur Entwicklung eines Raumschiffes bis 2028, das mindestens 3 t Nutzlast in einen ISS-Orbit befördern können soll.
In der Finanzierungsrunde B im November 2024 hat die Firma weitere 151,6 Millionen Euro an Kapital von Investoren eingesammelt. Damit beläuft sich das gesamte von Investoren investierte Kapital der Exploration Company auf über 230 Millionen US-Dollar. Im August desselben Jahres behauptete die Firma über Aufträge im Wert von etwa 770 Millionen US-Dollar zu verfügen.

## Verträge und Kooperationen
Im Mai 2023 erhielt die Exploration Company von der ESA den Auftrag, Lösungen für künftige europäische Einweg- und wiederverwendbare Raumschiffe zu untersuchen, die unterschiedliche Nutzlastkapazitäten und bemannte Flüge ermöglichen. Insgesamt vergab die ESA zu diesem Thema vier Aufträge. Die anderen drei gingen an die Firmen ArianeGroup, Avio und SENER. Diese vier Verträge sollen zur Verwirklichung der Vision 2030+ der ESA beitragen, die 2021 initiiert wurde. Dabei sollen Versorgungsraumschiffe, die auf einem gemeinsamen Sortiment wiederverwendbarer, standardisierter Module aufbauen, realisiert werden. OHB vereinbarte die Zusammenarbeit mit „The Exploration Company“ bei der Erforschung des Mondes.
September 2023 unterzeichnete The Exploration Company eine Vorbuchungsvereinbarung für Frachtdienste mit dem amerikanischen Start-up Axiom Space, dessen Ziel es ist, eine private Raumstation zu betreiben. Im Rahmen dieser Vereinbarung soll die Exploration Company mit Nyx ab Ende 2027 Versorgungs- und Transportmissionen zur Raumstation von Axiom Space fliegen. Auch die geplante private Raumstation Starlab soll von der Exploration Company mit Nyx versorgt werden.

## Produkte

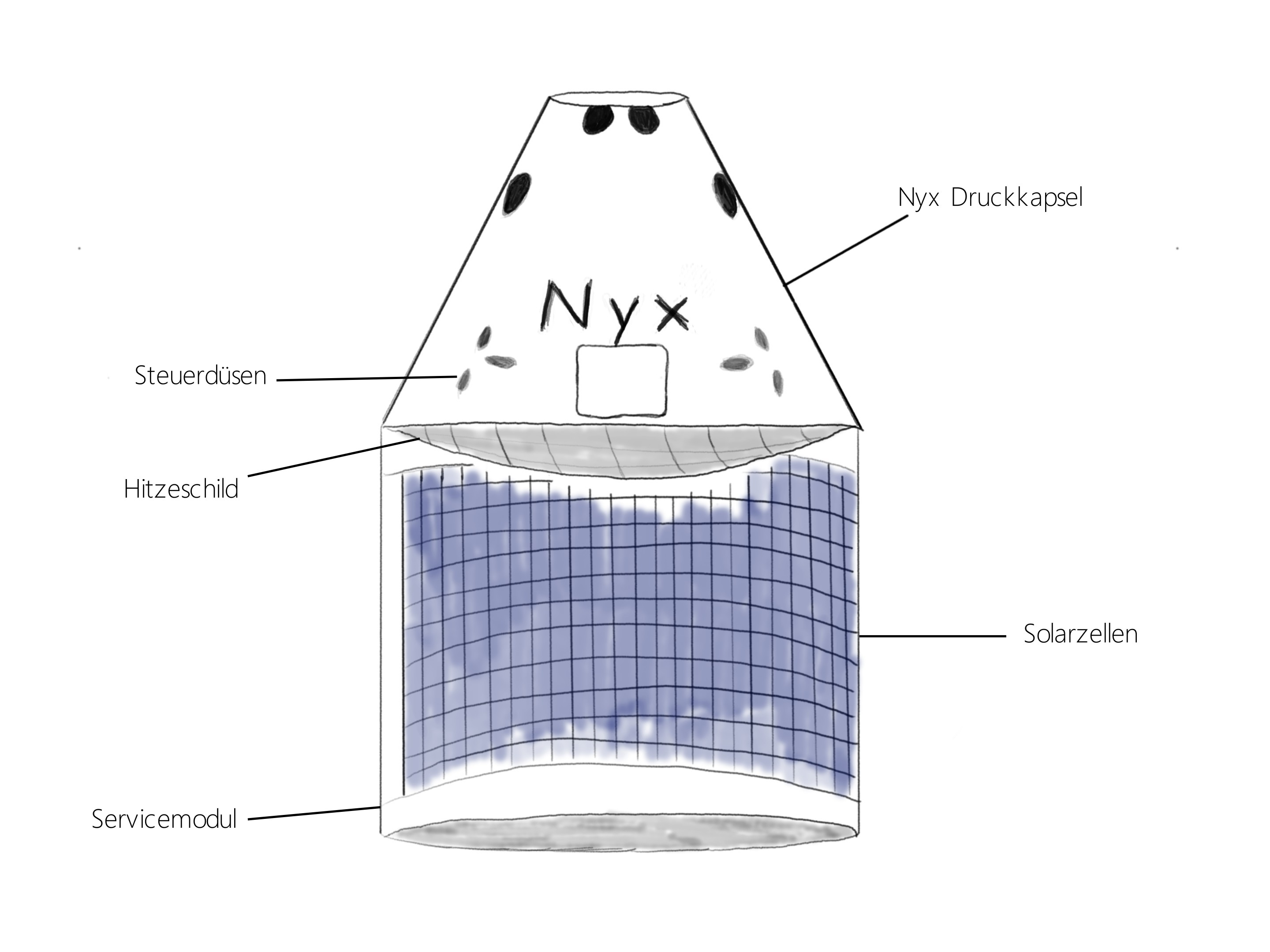
Zeichnung des Nyx Konzepts

### Raumschiff Nyx
Nyx soll ein wiederverwendbares Raumschiff für unbemannte Missionen werden, es soll 4 t Nutzlast in niedrige Erdumlaufbahnen befördern können sowie für potenzielle Missionen zum Mond ausgerüstet werden. Langfristig ist auch eine Fähigkeit für bemannte Missionen geplant. Ein Erstflug von Nyx wird für 2027 angestrebt, derweil baut und erprobt die Exploration Company mehrere Prototypen.

### Raketentriebwerk Typhoon
Die ESA schrieb im Dezember 2023 einen Aufruf aus, ein Raketentriebwerk mit sehr hoher Leistung (250 t Schub) zum Antrieb einer neuen sehr schweren Trägerrakete zu entwickeln. Die Ausschreibung erfolgte im Rahmen des FLPP (Future Launchers Preparatory Programme) Programms der ESA zur Entwicklung zukünftiger Trägerraketen. The Exploration Company entwickelt für diese Ausschreibung das Triebwerk Typhoon. Die Entwicklungsarbeit wird an den Standorten Bordeaux, München und Turin stattfinden. Die Entwicklung des Triebwerks wird von der französischen Raumfahrtagentur (CNES) kofinanziert, allerdings nur für die Arbeit am Standort in Bordeaux. Das Triebwerk soll ab 2030 verfügbar sein und eine Leistung liefern, die mit der des Raptor-Triebwerks von SpaceX vergleichbar ist.